# Eliteserien 2025
La Eliteserien 2025 è l'81ª edizione della Eliteserien, la nona con questa denominazione, massima serie del campionato norvegese di calcio. La stagione è iniziata il 29 marzo 2025 e terminerà il 20 novembre 2025, spareggi esclusi.
La squadra campione in carica è il Bodø/Glimt, che ha vinto il suo quarto titolo nazionale nell'edizione 2024.

## Stagione

### Novità
Dalla stagione precedente sono state retrocesse Lillestrøm e Odd (dopo rispettivamente quattro e 16 stagioni di permanenza), ultime due classificate del campionato. Al loro posto dalla 1. divisjon sono state promosse Vålerenga, dopo appena un anno di campionato cadetto, e Bryne, dopo ventuno anni di assenza dalla massima serie.

### Formula
Le 16 squadre partecipanti si affrontano in un girone all'italiana con partite di andata e ritorno per un totale di 30 giornate.
Come in tutti i campionati a cadenza sull’anno solare, i posti in Europa non sono invece definiti fino a metà stagione. Quella che segue è dunque per ora solo una speculazione di Wikipedia. I risultati del Bodo Glimt, ad oggi ancora in Europa, possono infatti migliorare la situazione. La squadra prima classificata viene dichiarata campione di Norvegia ed accede alla UEFA Champions League 2026-2027 assieme alla seconda classificata, partendo rispettivamente dagli spareggi (per la prima classificata) e dal secondo turno di qualificazione (per la seconda classificata). La terza classificata ottiene la qualificazione per la UEFA Europa League 2026-2027, mentre la quarta classificata è ammessa alla UEFA Conference League 2026-2027 partendo dal secondo turno di qualificazione. La terzultima classificata affronta la vincente dei play-off di 1. divisjon nello spareggio promozione-retrocessione. Le ultime due classificate retrocedono direttamente in 1. divisjon.

## Squadre partecipanti
| Club            | Città        | Stadio               | Stagione precedente  |
| --------------- | ------------ | -------------------- | -------------------- |
| Bodø/Glimt      | Bodø         | Aspmyra Stadion      | Campione di Norvegia |
| Brann           | Bergen       | Brann Stadion        | 2° in Eliteserien    |
| Bryne           | Time         | Bryne Stadion        | 1. divisjon          |
| Fredrikstad     | Fredrikstad  | Fredrikstad Stadion  | 6° in Eliteserien    |
| HamKam          | Hamar        | Briskeby Arena       | 12° in Eliteserien   |
| Haugesund       | Haugesund    | Haugesund Stadion    | 14° in Eliteserien   |
| KFUM Oslo       | Oslo         | KFUM-Arena           | 8° in Eliteserien    |
| Kristiansund BK | Kristiansund | Kristiansund Stadion | 11° in Eliteserien   |
| Molde           | Molde        | Aker Stadion         | 5° in Eliteserien    |
| Rosenborg       | Trondheim    | Lerkendal Stadion    | 4° in Eliteserien    |
| Sandefjord      | Sandefjord   | Release Arena        | 10° in Eliteserien   |
| Sarpsborg 08    | Sarpsborg    | Sarpsborg Stadion    | 9° in Eliteserien    |
| Strømsgodset    | Drammen      | Marienlyst Stadion   | 7° in Eliteserien    |
| Tromsø          | Tromsø       | Alfheim Stadion      | 13° in Eliteserien   |
| Vålerenga       | Oslo         | Intility Arena       | 1. divisjon          |
| Viking          | Stavanger    | SR-Bank Arena        | 3° in Eliteserien    |

## Classifica
|                     | Pos. | Squadra         | Pt | G | V | P | S | GF | GS | DR |
| ------------------- | ---- | --------------- | -- | - | - | - | - | -- | -- | -- |
| Norvegia (bandiera) | 1.   | Bodø/Glimt      | 0  | 0 | 0 | 0 | 0 | 0  | 0  | 0  |
|                     | 2.   | Brann           | 0  | 0 | 0 | 0 | 0 | 0  | 0  | 0  |
|                     | 3.   | Bryne           | 0  | 0 | 0 | 0 | 0 | 0  | 0  | 0  |
|                     | 4.   | Fredrikstad     | 0  | 0 | 0 | 0 | 0 | 0  | 0  | 0  |
|                     | 5.   | HamKam          | 0  | 0 | 0 | 0 | 0 | 0  | 0  | 0  |
|                     | 6.   | Haugesund       | 0  | 0 | 0 | 0 | 0 | 0  | 0  | 0  |
|                     | 7.   | KFUM Oslo       | 0  | 0 | 0 | 0 | 0 | 0  | 0  | 0  |
|                     | 8.   | Kristiansund BK | 0  | 0 | 0 | 0 | 0 | 0  | 0  | 0  |
|                     | 9.   | Molde           | 0  | 0 | 0 | 0 | 0 | 0  | 0  | 0  |
|                     | 10.  | Rosenborg       | 0  | 0 | 0 | 0 | 0 | 0  | 0  | 0  |
|                     | 11.  | Sandefjord      | 0  | 0 | 0 | 0 | 0 | 0  | 0  | 0  |
|                     | 12.  | Sarpsborg 08    | 0  | 0 | 0 | 0 | 0 | 0  | 0  | 0  |
|                     | 13.  | Strømsgodset    | 0  | 0 | 0 | 0 | 0 | 0  | 0  | 0  |
|                     | 14.  | Tromsø          | 0  | 0 | 0 | 0 | 0 | 0  | 0  | 0  |
|                     | 15.  | Vålerenga       | 0  | 0 | 0 | 0 | 0 | 0  | 0  | 0  |
|                     | 16.  | Viking          | 0  | 0 | 0 | 0 | 0 | 0  | 0  | 0  |

Legenda:
      Campione di Norvegia e ammessa agli Spareggi della UEFA Champions League 2026-2027
      Ammessa al Secondo turno di qualificazione della UEFA Champions League 2026-2027
      Ammessa al Secondo turno di qualificazione della UEFA Europa League 2026-2027
      Ammessa al Secondo turno di qualificazione della UEFA Conference League 2026-2027
 Ammesso allo spareggio promozione-retrocessione
      Retrocesse in 1. divisjon 2026
Note:
Tre punti a vittoria, uno a pareggio, zero a sconfitta.
La classifica viene stilata secondo i seguenti criteri:
- Punti conquistati
- Differenza reti generale
- Reti totali realizzate
- Punti conquistati negli scontri diretti
- Differenza reti negli scontri diretti
- Reti realizzate in trasferta negli scontri diretti (solo tra due squadre)
- Reti realizzate negli scontri diretti
- Spareggio (solo per decidere la squadra campione, l'ammissione agli spareggi e le retrocessioni)